# Глеб Святославич (князь брянский)
Глеб Святосла́вич (ум. 6 декабря 1340) — князь Брянский (до 1340), сын  князя брянского Святослава Глебовича.
Из рода Смоленских князей. Рюрикович в 15 колене.

## Биография
В 1333 году на Смоленск вместе с татарами напал Дмитрий брянский, битва окончилась его поражением; в результате Иван Александрович и Дмитрий Романович примирились.
В 1333 году, благодаря усилиям Ивана Александровича на брянский престол был посажен Глеб Святославич, хотя брянцы к его кандидатуре относились враждебно; непонятно, по каким причинам, но брянцы испытывали неприязнь к Глебу и его отцу Святославу.
Глеб Святославич правил не менее 7 лет Брянским княжеством.
31 марта, 1340 года в Московском княжестве умер Иван I, возможно смерть князя московского подтолкнула к решительным действиям население Брянского княжества, либо Дмитрий Александрович начал подстрекать к свержению Глеба Святославича.
По словам летописца, брянцы, злые крамольники, сошлись вечем и убили Глеба, несмотря на увещевания митрополита Феогноста. После смерти Глеба Святославича вернулся ли к власти Дмитрий Романович — точно не известно. Возможно, первым Дмитрием был брат Василия Александровича.

## Дети
О детях Глеба Святославича ничего не сообщается. Исследователь московской знати С. Б. Веселовский предположил, что сыном Глеба мог быть Александр (ум. после 1367), князь Псковский в 1341 году. Исследователь отождествил данного князя с возможным родоначальником рода Всеволожей. Однако существует и другая версия происхождения Александра Всеволожа.